# Standard 16/20
Der Standard 16/20 war ein PKW, den die Standard Motor Company in Coventry 1906 als Nachfolger des Modells 16 hp baute.
Im einzigen Produktionsjahr war der 16/20 das kleinste von drei Modellen. Die größeren Wagen hießen in diesem Jahr 24/30 und 50 hp. Wie sein Vorgänger war auch dieses Fahrzeug als viersitziger Tourenwagen verfügbar und besaß einen vorne eingebauten Reihenvierzylindermotor mit 3531 cm³ Hubraum. Vermutlich leistete die Maschine gemäß der Typbezeichnung ca. 20 bhp (15 kW).
Nach einem Jahr lief die Produktion bereits aus. Der Nachfolger hieß wiederum 16 hp und kam – allerdings mit deutlich kleinerem Motor – im Jahre 1909.